# Igreja da Graça

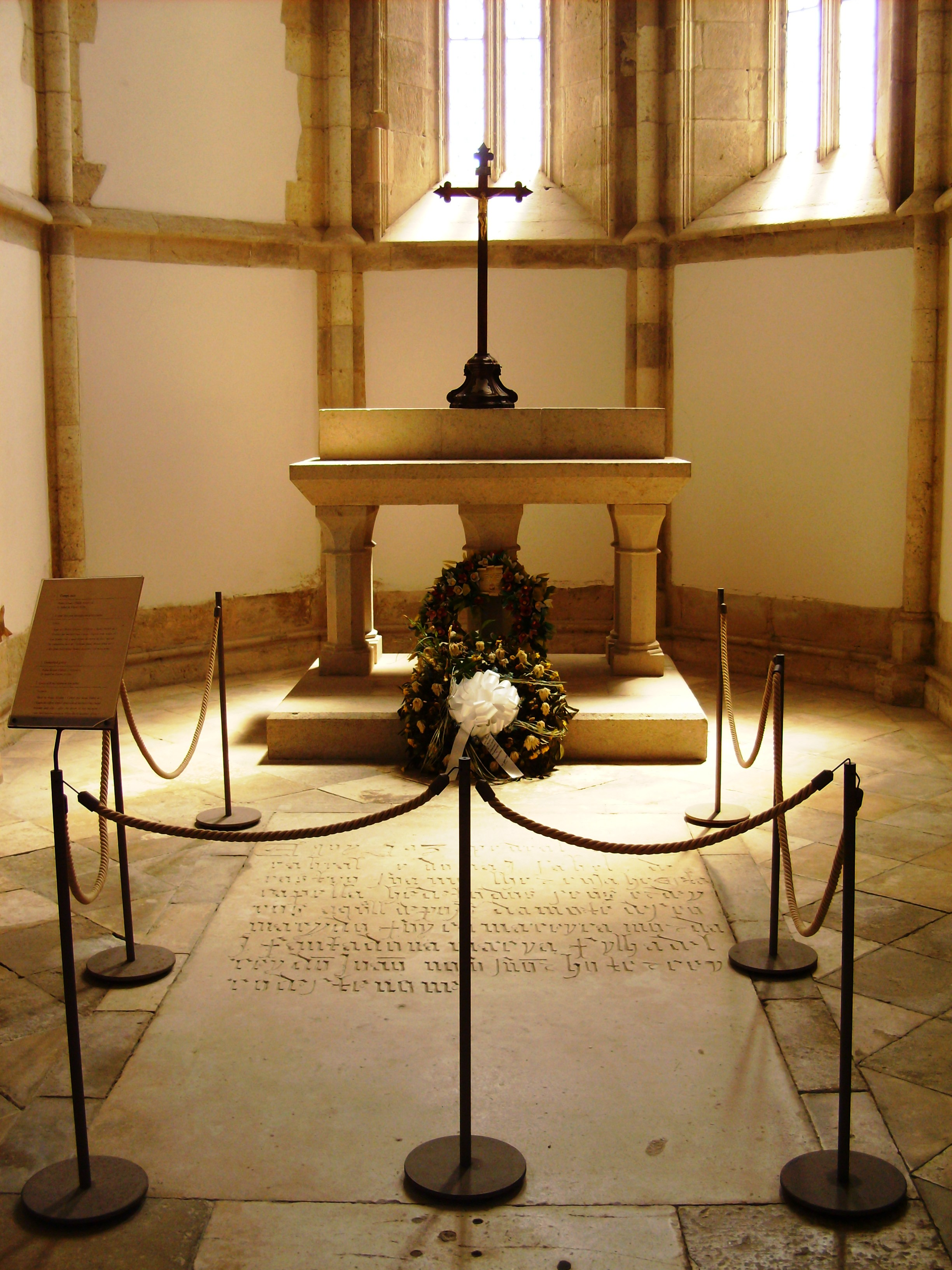
Tomba di Pedro Álvares Cabral.

Igreja da Graça (in italiano Chiesa di Santa Maria della Grazia) è un edificio religioso situato in Largo Pedro Álvares Cabral (noto anche come Largo da Graça), nel centro storico della città di Santarém, in Portogallo.
La chiesa, parte del convento dei canonici regolari di Sant'Agostino confederati, è uno dei più importanti esempi di arte gotica del paese.
In questo tempio, monumento nazionale del 1910, è sepolto Pedro Álvares Cabral, esploratore portoghese e scopritore del Brasile.